# Олимп 2
„Олимп 2“ е стадион, намиращ се в град Ростов на Дон, Русия.
Дълги години е домашен стадион на ФК Ростов. Стадионът е построен през 1930 като стадион на задодския тим „Ростселмаш“. През 1950-те години със своя капацитет от 32 000 зрители е бил на девето място по капацитет в СССР. През 2002 му е извършена реконструкция, а през 2005 получава сегашното си название „Олимп 2“.
През 2009/10 на него се играе финалът на купата на Русия. През 2011 г. капацитетът му е разширен до 17 023 зрители.